# Grigori Samuilowitsch Zeitin
Grigori Samuilowitsch Zeitin (russisch Григорий Самуилович Цейтин, wiss. Transliteration Grigorij Samuilovič Cejtin; 15. November 1936 – 27. August 2022) war ein sowjetischer Mathematiker und Informatiker, der ab 1999 in den Vereinigten Staaten lebte.

## Biographie
Zeitin studierte Mathematik und Mechanik an der Staatlichen Universität Leningrad (heute Staatliche Universität St. Petersburg) und promovierte dort 1960 über Algorithmic Operators on Constructive Complete Separable Metric Spaces. Mit Sergei Fitialow hatte er zwei Bücher zur Maschinellen Übersetzung verfasst, die 1958 erschienen waren. 1968 erhielt Zeitin den russischen Doktorgrad (entsprechend einer Habilitation) an der Universität Leningrad. Von 1969 bis 2000 war Zeitin am Smirnov Scientific Research Institute of Mathematics and Mechanics tätig.
In den 1990er Jahren zog Zeitin in die Vereinigten Staaten und arbeitete von Dezember 2000 bis 2009 bei IBM. Ab 2009 arbeitete er als Researcher und Visiting Scholar an der Stanford University.
2006 wurde Zeitin als Distinguished Member durch die ACM ausgezeichnet.
Ab September 2017 war Zeitin Sekretär der San Francisco Esperanto Regional Organization (SFERO).

## Arbeiten
Der Name von Zeitin ging in die Lehrbücher über formale Logik ein, weil er die Zeitin-Transformation entwickelt hat.
Zeitin leistete einen Beitrag zur Entwicklung der Programmiersprache Algol 68.

## Schriften
- G. S. Zeitin. „On the complexity of derivation in propositional calculus“ in: J. Siekmann and G. Wrightson, editors, Automation of Reasoning 2: Classical Papers on Computational Logic 1967–1970, S. 466–483. Berlin, Heidelberg, 1983.